# چغک‌چینی یون‌نان
چغک‌چینی یون‌نان (نام علمی: Alcippe fratercula) نام یک گونه از سرده چغک‌چینی است.